# 華徳院 (杉並区)
華徳院（けとくいん）は、東京都杉並区にある天台宗の寺院。

## 概要

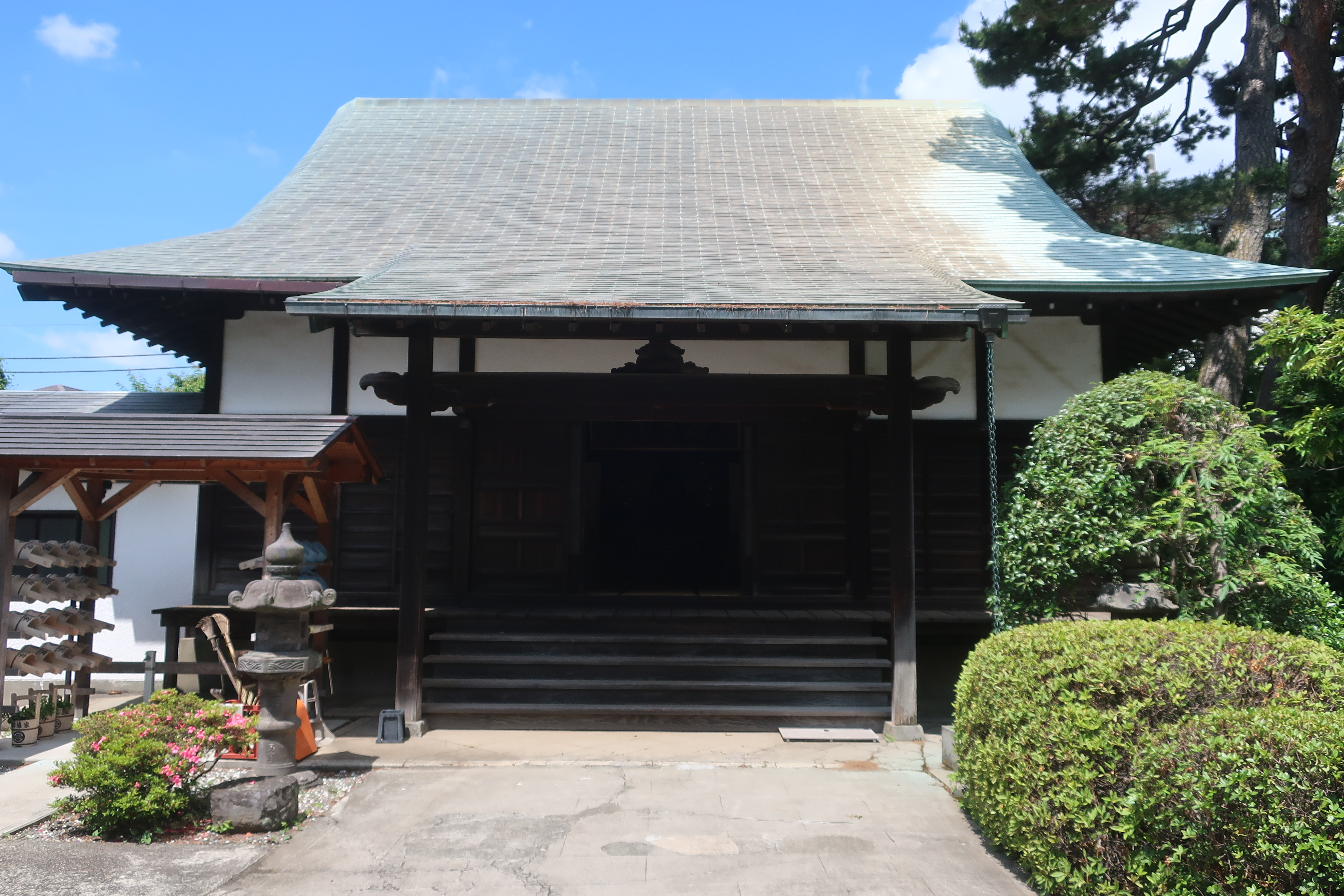
本堂

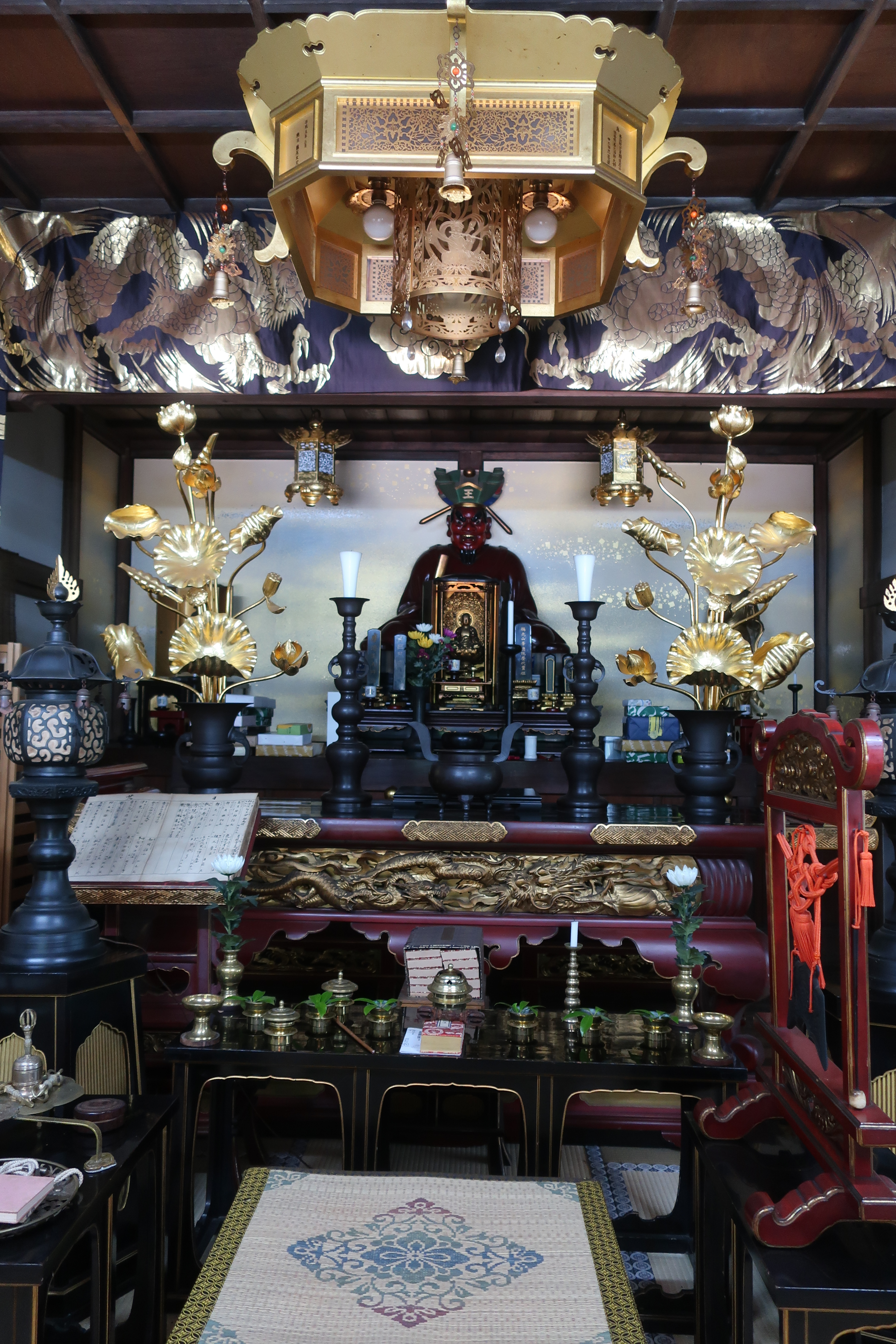
閻魔大王像

9世紀、慈覚大師円仁によって開山された。元々は下野国佐野（現・栃木県佐野市）にあり、「理正院」という名称だった。
その後、武蔵国霞ヶ関（現・東京都千代田区霞が関）に移り、慶長年間（1596年～1615年）に浅草蔵前天王町（現・台東区浅草橋）に移転した。
延享年間（1744年～1747年）に「華徳院」に改称した。越後安田藩（村松藩）藩主の堀直時の戒名に由来するという。
なお、華徳院改称とともに本尊を閻魔大王にしている。かつては太宗寺や善養寺とともに「江戸三閻魔」として知られ、縁日には多くの人で賑わったという。
しかし1923年（大正12年）の関東大震災で焼失し、1928年（昭和3年）に現在地に移転した。本尊は、かつて牛込にあった行元寺（現在は品川区に移転）の閻魔大王像を迎え、浅草の旧所在地には堂宇を建てて、輪王寺の閻魔大王像を祀った。
1945年（昭和20年）の空襲で浅草の堂宇は焼失したが、閻魔大王像は無事だったため、現在は当寺に保管している。

## 墓所

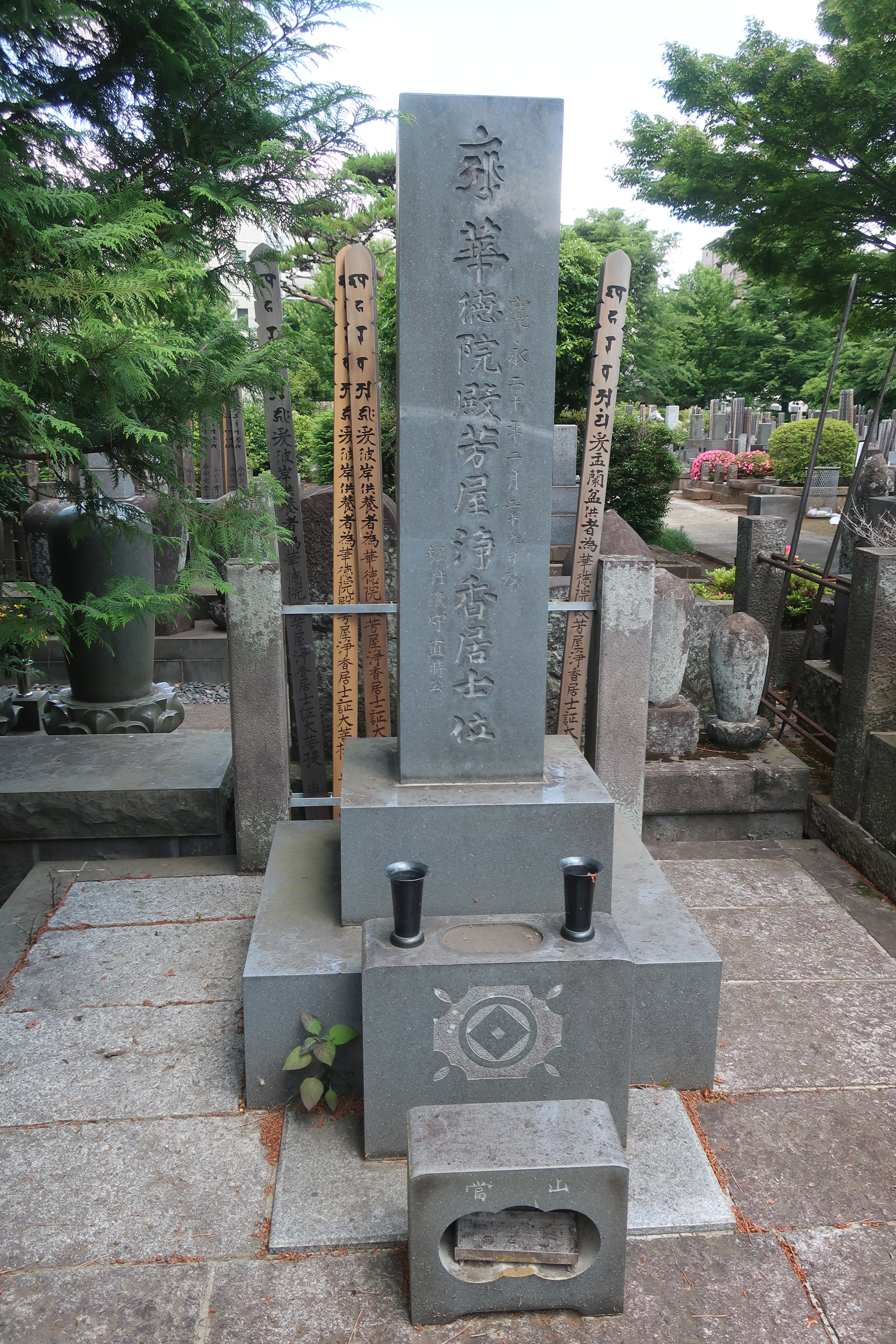
堀丹後守直時墓

- 堀直時（越後安田藩初代藩主）
- 望月金鳳（日本画家）

## 交通アクセス
- 地下鉄丸ノ内線新高円寺駅より徒歩4分。
- 高円寺駅・中野駅よりバス（関東バス・京王バス）「大法寺前」下車。